# Pacy-sur-Eure
Pacy-sur-Eure är en kommun i departementet Eure i regionen Normandie i norra Frankrike. Kommunen ligger i kantonen Pacy-sur-Eure som tillhör arrondissementet Évreux. År 2022 hade Pacy-sur-Eure 4 975 invånare.

## Befolkningsutveckling
Antalet invånare i kommunen Pacy-sur-Eure
Referens:INSEE